# HD244391
HD244391 є хімічно пекулярною зорею спектрального класу
B8 й має видиму зоряну величину в смузі V приблизно 10,3.

## Пекулярний хімічний вміст
Зоряна атмосфера HD244391 має підвищений вміст 
Si
.